# Medema (carrosseriebouwer)

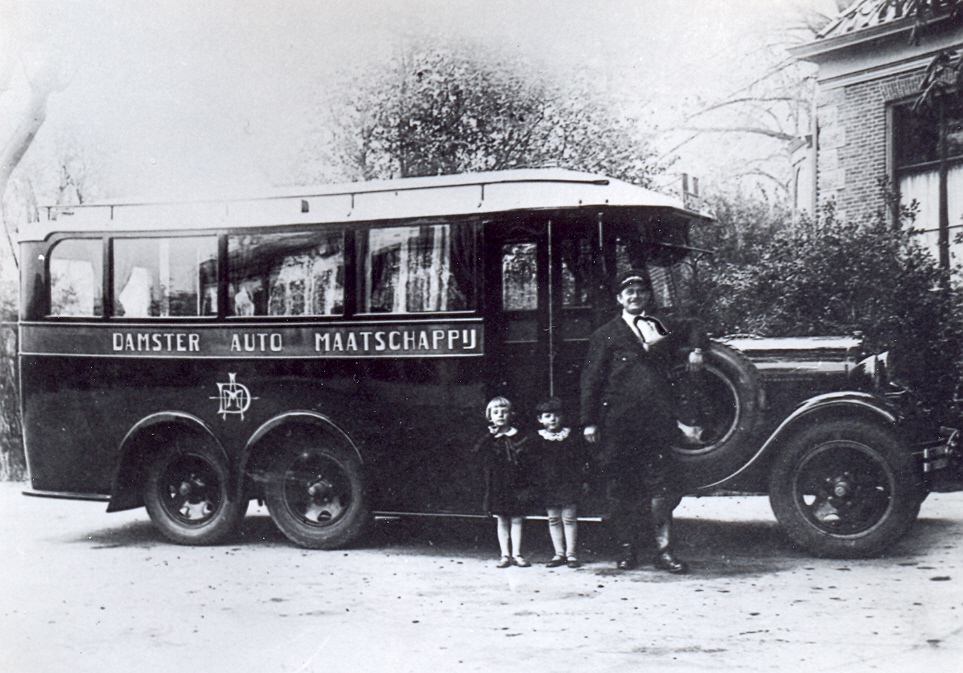
DAM-bus 39, Ford AA tandemasser uit omstreeks 1930 met carrosserie van Medema

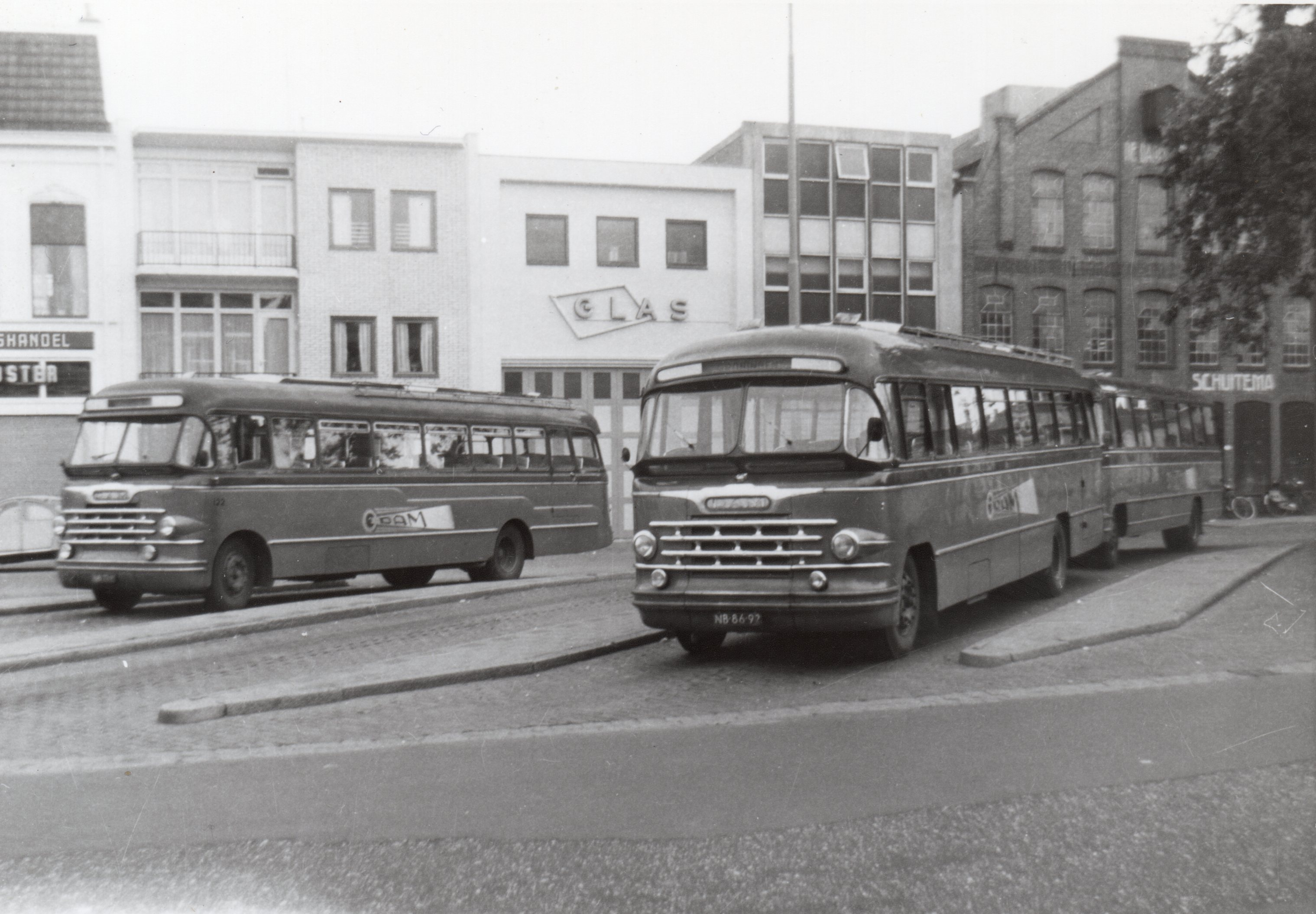
V.l.n.r. twee DAM-bussen 122 en 119, Scania-Vabis met carrosserieën van Medema uit 1954 resp. 1953, aan het Damsterdiep in Groningen 1965.

De Damster Carrosseriefabriek P. Medema Wzn. was van 1928 tot 1960 een carrosseriebedrijf te Appingedam in de provincie Groningen.

## Geschiedenis
Het bedrijf, opgericht in 1928 onder de naam Elektrische Carrosseriebouw P. Medema Wzn., heeft carrosserieën gebouwd voor automobielen, vrachtauto's en vooral autobussen. Tot de afnemers behoorden voor de Tweede Wereldoorlog toonaangevende Groninger vervoerbedrijven als de GADO te Hoogezand, OG te Winschoten en de DAM te Appingedam. Na de oorlog was de GADO - inmiddels een dochteronderneming van de NS - verplicht haar autobussen in grote series centraal in te kopen, maar toch werden in de jaren 1948-54 nog enkele Scania Vabis- en Crossley-bussen en een unieke Kromhout-bus met Medema-carrosserieën aan het GADO-wagenpark toegevoegd. De DABO te Meppel, de NWH te Zwartsluis, de Marnedienst te Zoutkamp en de ESA te Marum, belangrijke streekvervoerbedrijven in de noordelijke provincies, lieten eveneens een aantal Medema-bussen bouwen. De DAM bleef de trouwste klant en daarnaast betrokken vele touringcarondernemingen een deel van hun materieel bij deze fabriek. Buiten het noorden des lands was het vooral streekvervoerder Tensen in Soest die orders bij Medema plaatste. Voor stadsvervoerder De City in Eindhoven werden enkele bussen gebouwd door capaciteitsproblemen bij een andere carrosseriebouwer. Bijzonder waren negen aanhangbussen voor de RTM in 1957. Ook bouwde Medema in 1954 de eerste rijdende school in Nederland (een grote bus met aanhanger) en een rijdend postkantoor voor de PTT.
De firma Medema, die in 1938 in een naamloze vennootschap werd omgezet, was een betrekkelijk kleine carrosseriefabriek met een geringe productie. De nadruk lag op vakmanschap, degelijke kwaliteit en fraaie vormgeving, maar de keerzijde van deze medaille was een lange levertijd, hoge aanschafprijzen en het relatief hoge gewicht van de Medema-bussen. Toen het Gemeentelijk Vervoerbedrijf Groningen in 1954 een Leyland-stadsbus als prototype door Medema had laten carrosseren, gaf men voor de aansluitende grote bestellingen de voorkeur aan Verheul-bussen boven het te zware Medema-product. Andere busbouwers gingen geleidelijk over op seriebouw en Medema's orderportefeuille was aan het eind van de jaren vijftig nagenoeg leeg. In 1959 vertrok oprichter-directeur P. Medema Wzn. naar de Carrosseriefabriek Hoogeveen in Hoogeveen, waar hij als adjunct-directeur in dienst trad - met medeneming van enkele personeelsleden - en waar nog enkele Medema-bussen werden afgebouwd. De NV werd omgezet in de "Verenigd Constructie en Aannemingsbedrijf NV", die onder directie van de Appingedammer Bronsmotorenfabriek nog korte tijd van het bedrijfspand van Medema gebruik bleef maken en al snel geliquideerd werd. Van de karakteristieke Medema-bussen is geen enkele bewaard gebleven.